# Simbabwe-Dollar

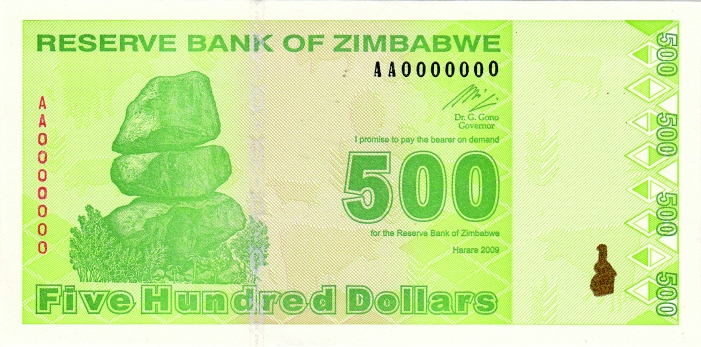
500 Simbabwe-Dollar von 2009

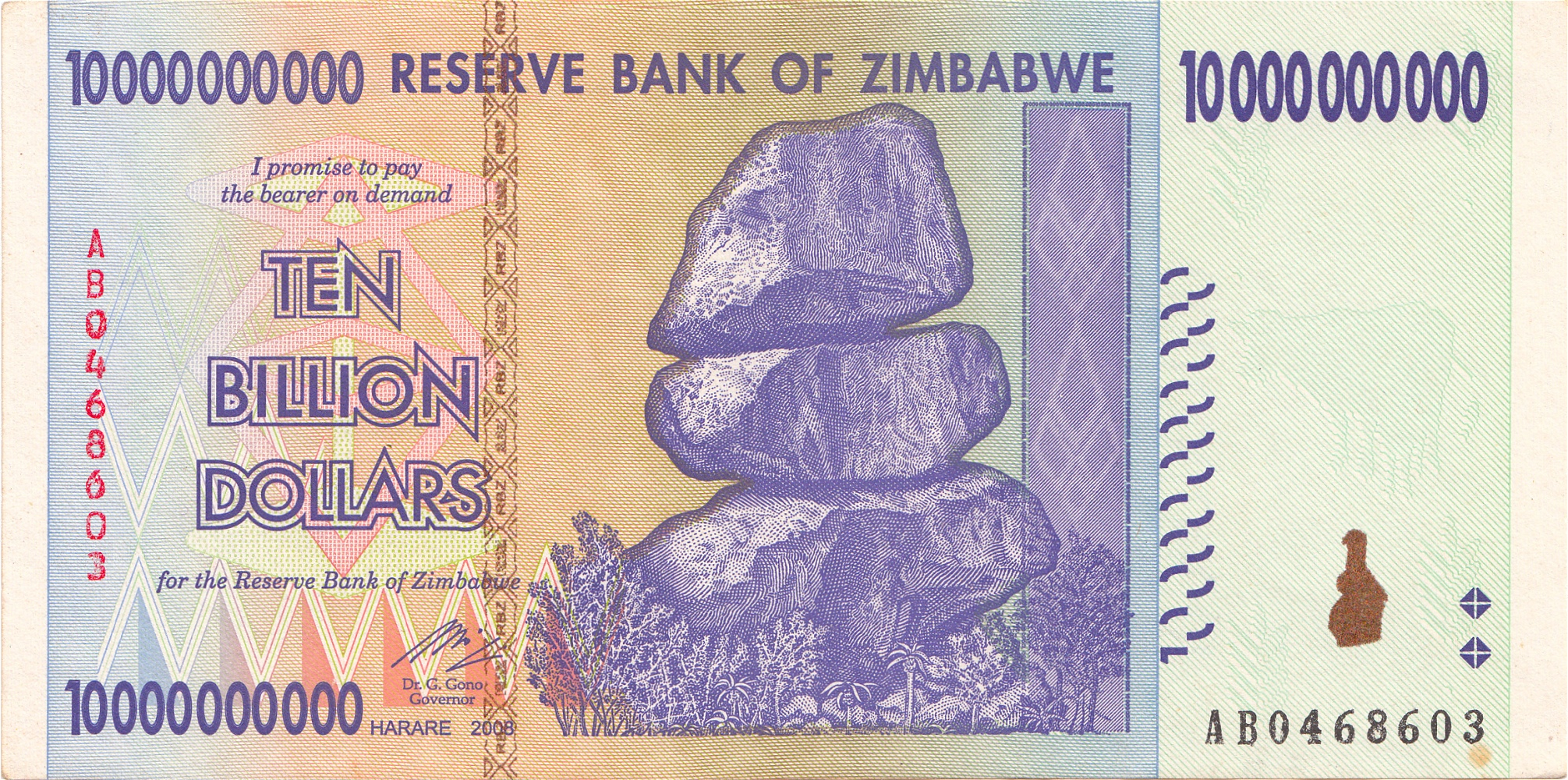
10 Milliarden Simbabwe-Dollar von 2008

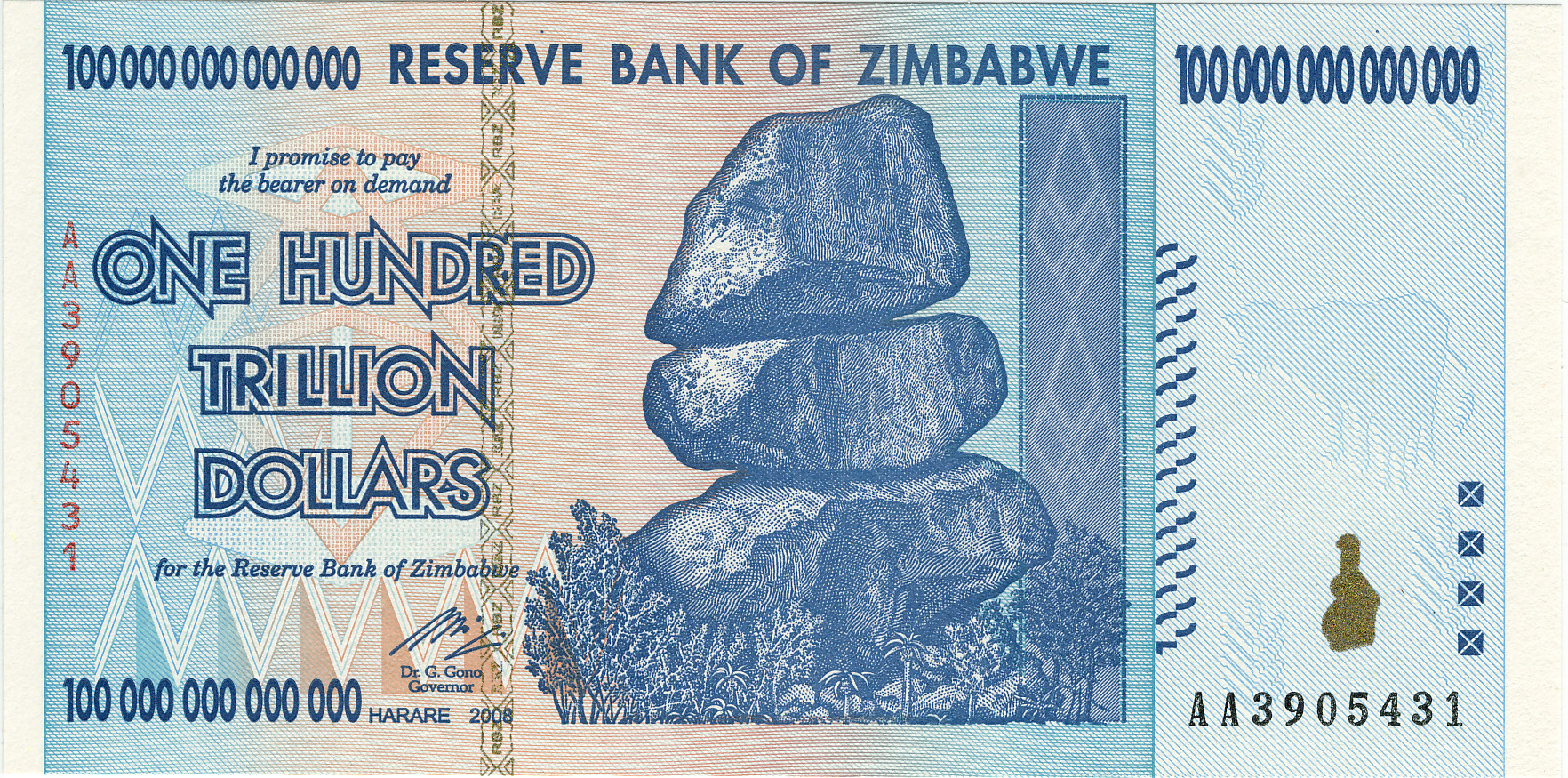
100 Billionen, auf Englisch trillion, Simbabwe-Dollar von 2008, in Verkehr gebracht Januar 2009

Der Simbabwe-Dollar (englisch Zimbabwe dollar, kurz ZWL) war zwischen 1980 und 2015 und vom 24. Juni 2019 bis Anfang April 2024 die Währung von Simbabwe. Er war in 100 Cent unterteilt. Seit dem 5. April 2024 ist der Simbabwe-Gold (ZiG) die Währung des Landes.
Nach starker Inflation war der Simbabwe-Dollar seit 2009 faktisch außer Kraft gesetzt. Die endgültige Demonetisierung des Simbabwe-Dollars wurde am 11. Juni 2015 angekündigt und erfolgte bis zum 30. September 2015. Anschließend wurden neben dem US-Dollar, Euro, Südafrikanischen Rand und Yuan lokale Ersatzwährungen geschaffen. Am 24. Juni 2019 wurde der RTGS-Dollar in Simbabwe-Dollar umbenannt und jegliche Fremdwährungen wurden als Zahlungsmittel verboten. Das Verbot wurde 2020 wieder aufgehoben.

## Die Währungen Rhodesiens und Simbabwes
Die neue Währung Simbabwe-Dollar löste bei der Unabhängigkeit des Landes im Jahre 1980 den Rhodesien-Dollar im Verhältnis 1:1 ab. Beide Währungen liefen zunächst parallel weiter. Erst im Laufe des Jahres 1981 wurde der Rhodesien-Dollar aus dem Verkehr gezogen.
| Währung                                   | Abkürzung | Einführungsdatum | Wechselkurs |
| ----------------------------------------- | --------- | ---------------- | --- |
| Rhodesisches Pfund                        | R£        | 1964             | 1 R£ = 20 Rhodesische Schilling = 240 Rhodesische Pence = 1 Pfund Sterling                                                                 |
| Rhodesischer Dollar                       | R$        | 17. Februar 1971 | 1 R$ = 100 Cent = ½ R£ |
| Erster Simbabwe-Dollar                    | ZWD       | 1980/1981        | 1 ZWD = 1 R$ |
| Zweiter Simbabwe-Dollar                   | ZWN       | 1. August 2006   | 1 ZWN = 1000 ZWD |
| Dritter Simbabwe-Dollar                   | ZWR       | 1. August 2008   | 1 ZWR = 1010 ZWN = 1013 ZWD |
| Vierter Simbabwe-Dollar                   | ZWL       | 2. Februar 2009  | 1 ZWL = 1012 ZWR = 1022 ZWN = 1025 ZWD |
| Schuldscheine*                            |           | Dezember 2016    | 1 Schuldschein = 1 USD |
| RTGS-Dollar* (Real Time Gross Settlement) |           | 20. Februar 2019 | 1 RTGS-Dollar entsprach bei Erstausgabe etwa 0,40 US-Dollar Anfang Juni 2019 wurde der offizielle Wert auf etwa 0,17 US-Dollar festgesetzt |
| Simbabwe-Dollar                           | ZWL$      | 24. Juni 2019    | 1 RTGS-Dollar = 1 Schuldschein = 1 Simbabwe-Dollar                                                                                         |

* Währungsersatz
Der Vierte Simbabwe-Dollar wurde am 2. Februar 2009 eingeführt, ein neuer Simbabwe-Dollar (ZWL) entspricht einer Billion (1.000.000.000.000) alten Simbabwe-Dollar (ZWR). Bereits am 1. August 2008 wurden bei der Einführung des Dritten Simbabwe-Dollars vom vorigen Dollar (ZWN) 10 Nullen gestrichen.

## Inflation seit 2006

### Die Situation im Jahr 2006
Im Umlauf waren bis August 2006 Münzen im Wert von 1, 5, 10, 20 und 50 Cent, außerdem 1 und 2 Dollar; sowie Banknoten zu 2, 5, 10, 20, 50, 100, 500 und 1000 Dollar. Zudem zirkulieren seit Dezember 2003 sogenannte Inhaberschecks, eine Art befristetes Notgeld in Stückelungen zu 5000, 10.000 und 20.000 und später 50.000 Dollar.
Im Rahmen einer Währungsumstellung wurden im August 2006 die alten Inhaberschecks im Verhältnis 1:1000 gegen neue eingetauscht, unter Beibehaltung des Währungsnamens Simbabwe-Dollar. Bei der Umtauschaktion kam es aufgrund logistischer Probleme teils zu chaotischen Zuständen. Unter anderem waren nicht genug neue Inhaberschecks in kleineren Stückelungen vorhanden, sodass in Geschäften entweder gar nichts verkauft werden konnte oder das Wechselgeld in Form von Bonbons oder ähnlichem herausgegeben wurde.

### Die Situation 2007
Wegen der extremen Inflation kam es 2007 zu schwerwiegenden Engpässen in der Versorgung mit Papiergeld; Bankkunden mussten mehrere Stunden anstehen, um Geld abzuheben. Zur Milderung des Problems wurden Anfang 2008 Inhaberschecks zu 1, 5 und 10 Millionen Dollar ausgegeben, wenige Monate später zu 25 und 50 Millionen Dollar, im Mai 2008 neue zu 100 und 250 Millionen Dollar.

### Entwicklung 2008

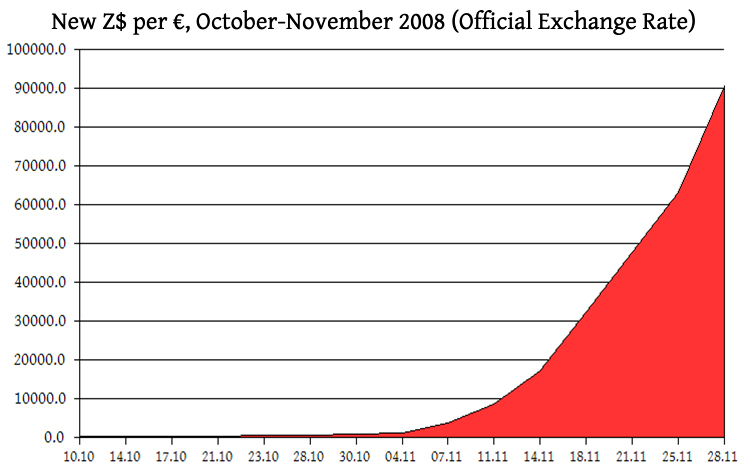
Wertverfall des Simbabwe-Dollar 2008 im Vergleich zum Euro

Pläne für eine erneute Währungsumstellung im Januar 2008 wurden kurzfristig abgesagt. Im Februar 2008 wurde gemeldet, die Inflationsrate habe die Marke von 100.000 Prozent durchbrochen. Anfang Mai 2008 wurde der Wechselkurs des Dollars freigegeben, zuvor war der offizielle Wechselkurs bei 1 US-Dollar gleich 30.000 Simbabwe-Dollar festgesetzt, was durch die anhaltende Inflation von der Realität immer stärker abwich.
Zwischenzeitlich hatte der Wertverlust des Simbabwe-Dollar das Ausmaß einer Hyperinflation erreicht. Die inoffizielle Inflationsrate lag am 24. Oktober 2008 bei 10,2 Billiarden (10,2·1015) Prozent, das Cato Institute beziffert sie am 31. Oktober 2008 auf 2,79 Trillionen (2,79·1018) Prozent und stieg am 7. November 2008 auf 215 Trillionen (215·1018) Prozent. Sie stieg am 14. November 2008 weiter auf 89,7 Trilliarden (89,7·1021) Prozent. Im November 2008 vervielfachten sich die Preise bereits jeden Tag. Die 100-Milliarden-Dollar-Banknote, die Mitte Juli 2008 ausgegeben wurde, war in diesem Jahr die Banknote mit dem höchsten Nominal. Anderen Quellen nach erreichte die Inflation 2008 bis zu 500 Milliarden Prozent.
Am 1. August 2008 strich die Reserve Bank of Zimbabwe 10 Nullen von der Währung. Somit wurden 10 Milliarden alte Simbabwe-Dollar gegen einen neuen Simbabwe-Dollar der dritten Generation gewechselt. Der offizielle Wechselkurs am Ausgabetag war 1 US-Dollar zu 7,58 Simbabwe-Dollar. 1 Euro entsprach offiziell 11,80 ZWR. Realistischere Angaben sprachen von einem Kurs von 1 US-Dollar zu 60 Simbabwe-Dollar. Es wurden neue Banknoten zu 1, 5, 10, 20, 100 und 500 Simbabwe-Dollar ausgegeben. Auch Münzen wurden wieder ausgegeben; dafür wurden die alten, längst wertlos gewordenen Münzen des ersten Simbabwe-Dollars in den Werten 10, 20, 50 Cent, 1, 2 und 5 Dollar wieder hervorgeholt und damit um den Faktor 1013 aufgewertet. Bereits Mitte August hatte sich der Wert des Simbabwe-Dollar im Vergleich zum Zeitpunkt der Neubewertung wieder halbiert.
Im Oktober 2008 wurden alle Münzen aus dem Verkehr gezogen. Mittlerweile wurden Banknoten zu 10.000, 20.000 und 50.000 Dollar, am 3. November 2008 zu 1 Million Dollar herausgegeben, die übrigen Banknoten wurden ebenfalls aus dem Verkehr gezogen. Mitte November wurden alle Banknoten, bis auf die 500.000 und 1.000.000 Dollar wieder aus dem Verkehr gezogen, sodass Simbabwe praktisch nur zwei Banknotengrößen als gesamtes Zahlungsmittel zur Verfügung hatte. Anfang Dezember wurden größere Banknoten zu 10 Millionen, 50 Millionen, 100 Millionen, 200 Millionen und 500 Millionen Dollar herausgegeben. Am 19. Dezember kamen die Banknoten zu einer Milliarde, 5 Milliarden und 10 Milliarden Dollar hinzu. Die Jahresinflation bewegte sich im Bereich von Trillionen Prozent.

### Aussetzung 2009
Am 16. Januar 2009 gaben staatliche Medien die Ausgabe einer Banknote mit dem Wert von 100 Billionen (100.000.000.000.000) Simbabwe-Dollar bekannt. Darüber hinaus sollte es weitere Scheine zu 10, 20 und 50 Billionen Simbabwe-Dollar geben.
Am 21. Januar 2009 erreichte die tägliche Inflationsrate nach Forbes Asia einen Wert von 98 Prozent. Damit ist die Hyperinflation in Simbabwe eine der höchsten jemals beobachteten. Eine tägliche Inflation von 100 Prozent wurde auch bereits 1946 vom ungarischen Pengő übertroffen. Am 29. Januar 2009 erlaubte die Regierung die Nutzung anderer Währungen zur Zahlung in allen Geschäften; bis dahin war es nur bestimmten Geschäften erlaubt, Fremdwährungen anzunehmen.
Am 2. Februar wurden weitere 12 Nullen gestrichen. Es wurden neue Banknoten zu 1, 5, 10, 20, 50, 100 und 500 Dollar ausgegeben.
Simbabwe plante daraufhin, die Gehälter der Beamten in US-Dollar auszuzahlen.
Im April 2009 wurde der Simbabwe-Dollar von der Regierung für mindestens ein Jahr suspendiert, ausländische Währungen wie etwa der Euro, der US-Dollar oder der Südafrikanische Rand wurden als Zahlungsmittel eingeführt. Die Regierung erhoffte sich durch diese Maßnahme ein Ende der Teuerungen und wollte eine eigene Währung erst wieder einführen, wenn das Land stützende Industriezweige aufweist.

### Entwertung 2015
Die Zentralbank von Simbabwe gab am 11. Juni 2015 in einer Presseerklärung die endgültige Geldentwertung des Simbabwe-Dollars bekannt. Zwischen dem 15. Juni und dem 30. September 2015 wurden sämtliche Bankkonten auf den US-Dollar als Übergangswährung umgestellt und Banknoten in allen Banken in US-Dollar umgetauscht. Bei Bankkonten mit dem Stand vor dem 31. Dezember 2008 entsprechen 35 Billiarden Simbabwe-Dollar einem US-Dollar, wobei dieser Wechselkurs erst ab einem Kontostand von 175 Billiarden Simbabwe-Dollar in Kraft tritt. Darunter wird eine einheitliche Vergütung von 5 US-Dollar gezahlt. Bei Konten, bei denen 2009 bereits eine Abwertung erfolgte, entsprechen 35.000 Simbabwe-Dollar einem US-Dollar. Banknoten der Serie von 2008 werden anhand des von den Vereinten Nationen vorgegebenen Wechselkurses von 250 Billionen ZWL:1 USD umgetauscht, 250 Simbabwe-Dollar von 2009 entsprechen einem US-Dollar.
Zum 1. Oktober 2015 verlor der Simbabwe-Dollar den Status als gesetzliches Zahlungsmittel.

### Situation seit 2019
Seit Einführung des RTGS-Dollar und des neuen Simbabwe-Dollar hat sich der Wechselkurs zum Euro von etwa 1 RTGS/ZWL = 0,35 Euro auf etwa 0,003 Euro (Stand Oktober 2022) verändert. Die Zentralbank hat die Veröffentlichung von Inflationsdaten im Juli 2019 ausgesetzt, um die Bevölkerung zu beruhigen. Im Oktober 2019 wurde die Inflationsrate für August 2019 mit mehr als 300 Prozent angegeben. Am 11. November 2019 wurde erstmals, mit einer 2-Dollar-Münze, neues Bargeld eingeführt. Gleichzeitig wurde die Jahresinflationsrate mit 440 Prozent angegeben.
Im Mai 2020 wurden 10- und 20-Dollar-Banknoten eingeführt. Die Jahresinflationsrate wurde mit 926 Prozent angegeben.
Alleine von Ende Mai 2020 bis Anfang Juli 2020 hat der Simbabwe-Dollar gegenüber dem Euro von 27,755 für einen Euro auf 71,61975 zum Euro nachgegeben.
Anfang April 2021 gestand die Regierung Simbabwes ein, dass der Simbabwe-Dollar eine gescheiterte Währung ist.
Nach einer 50-Dollar-Banknote wurde im April 2022 aufgrund steigender Inflationszahlen eine 100-Dollar-Note eingeführt.

## Lokale Ersatzwährungen

### Schuldscheine und -münzen

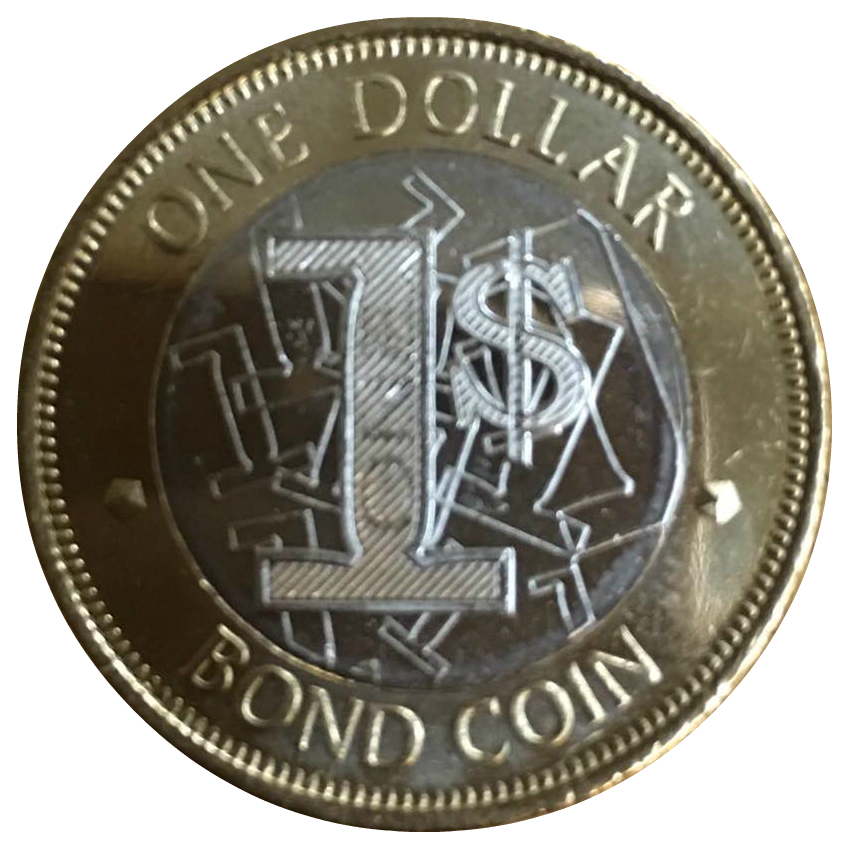
1-Dollar-Schuldmünze

Im Dezember 2016 wurden aufgrund der schwachen Exporte und der daraus resultierenden Knappheit an US-Dollar Schuldscheine mit Werten von zwei und fünf US-Dollar ausgegeben. Da diese Schuldscheine nur rein theoretisch zum Kurs 1:1 gegen US-Dollar getauscht werden konnten, stellte dies die Einführung einer Parallelwährung dar, die schnell wieder einer Inflation unterlag.

### RTGS-Dollar
Im Februar 2019 kündigte die Zentralbank die Abwertung der Schuldscheine an, da der Staat diese nicht mehr mit US-Dollar zum festen Wechselkurs abdecken konnte. Es wurde damit eine faktisch neue Währung eingeführt, der RTGS-Dollar (Real Time Gross Settlement). Zu der Zeit lag der Schwarzmarktkurs zum US-Dollar bei 3,66–3,80 RTGS-Dollar zu 1 US$. Der ehemalige Finanzminister Tendai Biti erwartete damals einen Kurs von 6 bis 8 RTGS-Dollar zum US-Dollar.
Am 24. Juni 2019 wurde der RTGS-Dollar in Simbabwe-Dollar umbenannt. Bargeld in der neuen Währung wurde ab November 2019 ausgegeben, mit einer 5-Dollar-Note als höchstem Wert. Später wurden auch Banknoten zu 10, 20, 50 und 100 Dollar eingeführt.